# Kap Kerr
Kap Kerr ist ein hohes und schneebedecktes Kap an der Hillary-Küste der antarktischen Ross Dependency. Es liegt an der Nordseite des Barne Inlet, dem Einlass des Byrd-Gletschers aus dem Transantarktischen Gebirge in das Ross-Schelfeis.
Teilnehmer der Discovery-Expedition (1901–1904) unter der Leitung des britischen Polarforschers Robert Falcon Scott entdeckten es. Benannt ist es nach dem damaligen Ersten Seelord Walter Kerr (1839–1927), der die Forschungsreise unterstützte.